# 尼古拉耶夫區 (利沃夫州)

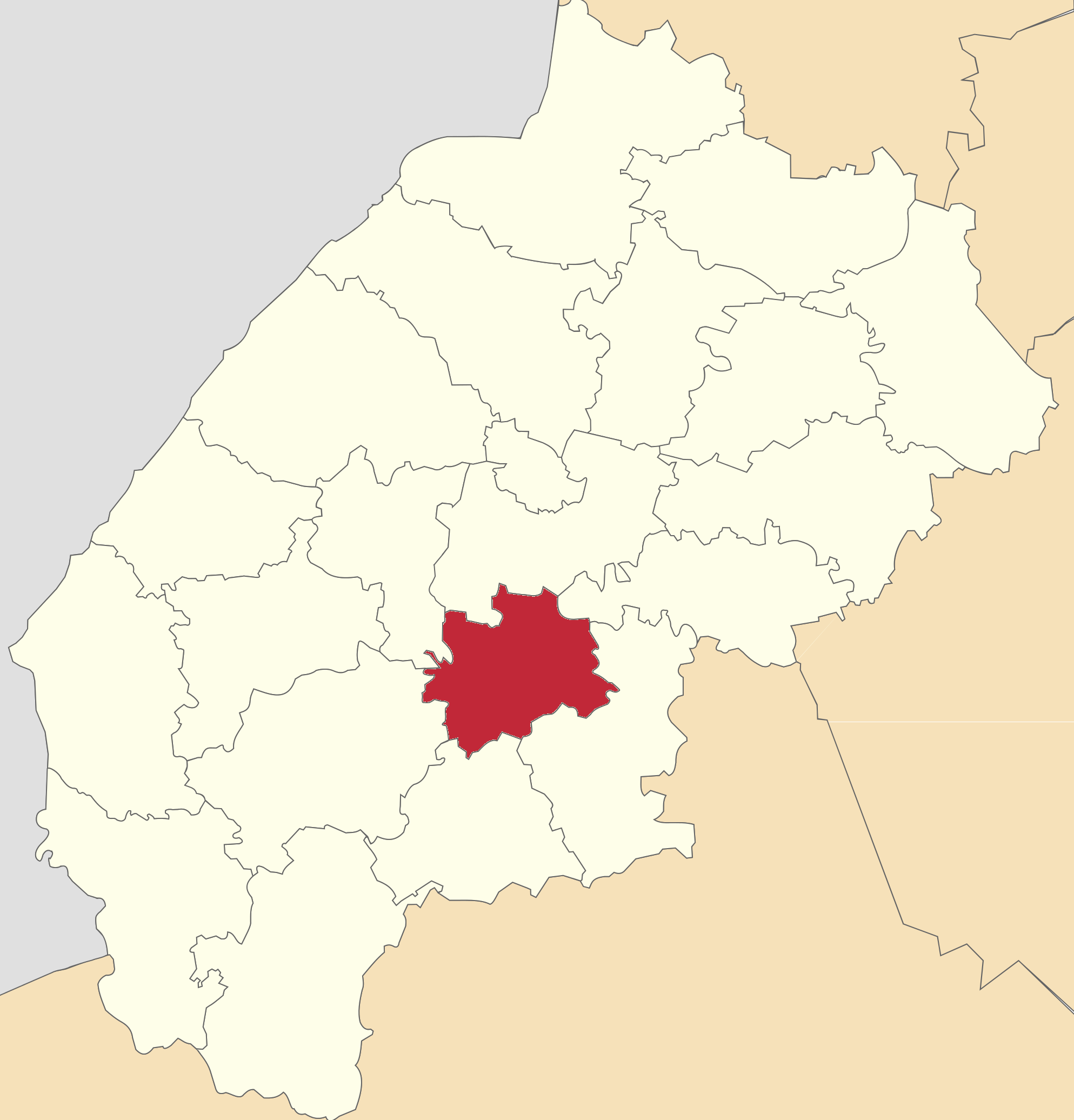
米科拉伊夫區在利维夫州的位置

米科拉伊夫區（烏克蘭語：Миколаївський район），又按俄语名译为尼古拉耶夫區，是烏克蘭西部利沃夫州的一個旧區，行政中心設於米科拉伊夫（尼古拉耶夫），面積675平方公里，2015年人口63,023，人口密度每平方公里93.37人。
2020年7月18日乌克兰施行了行政区划改革，利沃夫州的区份数量减至7个。米科拉伊夫區合并至斯特雷區。